# Pelea elliptica
Pelea elliptica là một loài thực vật có hoa trong họ Cửu lý hương. Loài này được (A. Gray) Hillebr. mô tả khoa học đầu tiên năm 1888.